# Michael de la Pole, 1. Earl of Suffolk
Michael de la Pole, 1. Earl of Suffolk (* 1330; † 1389) war der älteste Sohn von William de la Pole und Catherine Norwich, einer Tochter von Sir Walter Norwich. 
Sein Vater war ein Wollhändler aus Hull, der während der Regierung von Edward III. nach den Bardi und Peruzzi zum Hauptfinanzier des Königs wurde. Michael kämpfte in Frankreich unter John of Gaunt, 1. Duke of Lancaster, und dessen Bruder Edward of Woodstock, dem Schwarzen Prinzen. 
Als Richard II. 1377 den Thron bestieg, war Michael de la Pole einer der wichtigsten englischen Diplomaten und an den Verhandlungen anlässlich der Vermählung zwischen Richard II. und Anne von Böhmen, Tochter Kaiser Karls, beteiligt. 
Durch diese Verhandlungen scheint sich de la Pole das Vertrauen des Königs erworben zu haben, der ihn 1383 zum Kanzler von England und im August 1385 zum Earl of Suffolk ernannte, wodurch ihm die Ländereien des letzten Earl übertragen wurden. De la Pole dürfte sein Amt eher schlecht verwaltet haben: Jean Froissart beschreibt Michael de la Pole als einen verschlagenen und schwachen Berater, der Richard davon abriet, die schottischen und französischen Truppen endgültig zu besiegen, und den König gegen seinen Onkel John of Gaunt wandte. Zudem dürfte seine Stellung zu sehr von der Gunst des Königs abhängig gewesen sein und so sank sein Stern zusammen mit dem des Königs in den späten 80ern des 14. Jahrhunderts. 
Vom Wundervollen Parlament im Jahre 1386 wurde er wegen Unterschlagung und Nachlässigkeit seines Amtes enthoben und eingekerkert.
Nach dem Sieg der Lords Appellant bei Radcot Bridge und auch aus Angst vor dem „Gnadenlosen Parlament“ floh er nach Paris und entkam so der Hinrichtung. De la Pole blieb für den Rest seines Lebens in Frankreich. In seiner Abwesenheit wurde er verurteilt und sein Titel wurde ihm aberkannt.
Doch de la Poles Sohn Michael de la Pole, 2. Earl of Suffolk, spielte wieder eine große Rolle im politischen Leben Englands.